# Xã Eldred, Quận Schuylkill, Pennsylvania
Xã Eldred (tiếng Anh: Eldred Township) là một xã thuộc quận Schuylkill, tiểu bang Pennsylvania, Hoa Kỳ. Năm 2010, dân số của xã này là 758 người.